# 芦草沟镇
芦草沟镇，是中华人民共和国新疆维吾尔自治区伊犁哈萨克自治州霍城县下辖的一个乡镇级行政单位。

## 行政区划
芦草沟镇下辖以下地区：
长山梁子村、元宝山村、四宫村、别什阿尕什村、牧业村、乌拉斯台村、农科站村、敦买里村、东庄村、西宁庄子村和喀拉苏村。